# Propionispora
Propionispora è un genere di batterio appartenente alla famiglia delle Acidaminococcaceae.